# 聖積銅鐘
聖積銅鐘位於四川省峨眉山报国寺前钟亭内，铸于明嘉靖四十三年（1564年）。高2.7米，口径2.4米，重12.5吨，紫铜材质。钟下口呈12瓣莲花状。表面铸有历代帝王和文武官员及捐助铸钟者名讳，内壁铸有《阿含经》部分经文和偈语等，共计6万余字。
铜钟于明嘉靖四十三年（1564年）在古江阳郡（今泸州）铸造，明隆庆元年（1567年）秋运至圣积寺的老宝楼内，故名“圣寺铜钟”。其声深厚、悠扬，有“巴蜀钟王”之誉，以“圣积晚钟”列峨眉山十景之一。1959年圣积寺被毁，老宝楼坍塌，大铜钟被移置峨眉县农机厂内，1978年迁至报国寺，1982年冬建钟亭，钟亭题“积圣晚钟”。1983年5月正式将大钟悬挂于亭内。
2002年12月27日公佈為四川省第六批省級文物保護單位，2006年5月25日列為第六批全國重點文物保護單位。

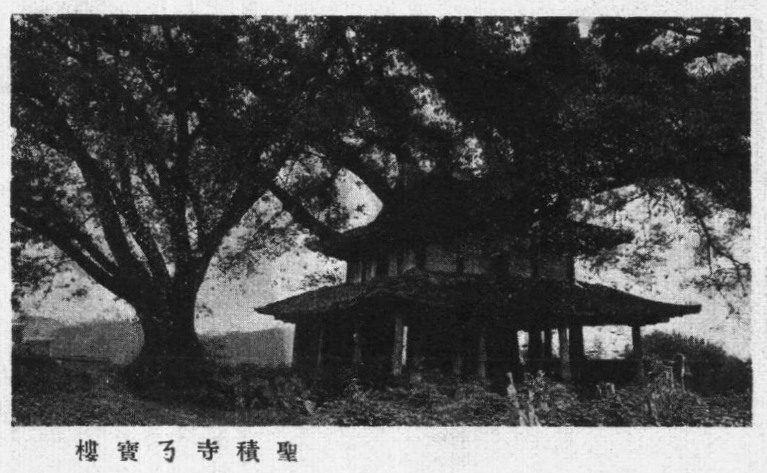
圣积寺宝楼旧照，摄于约1930年代
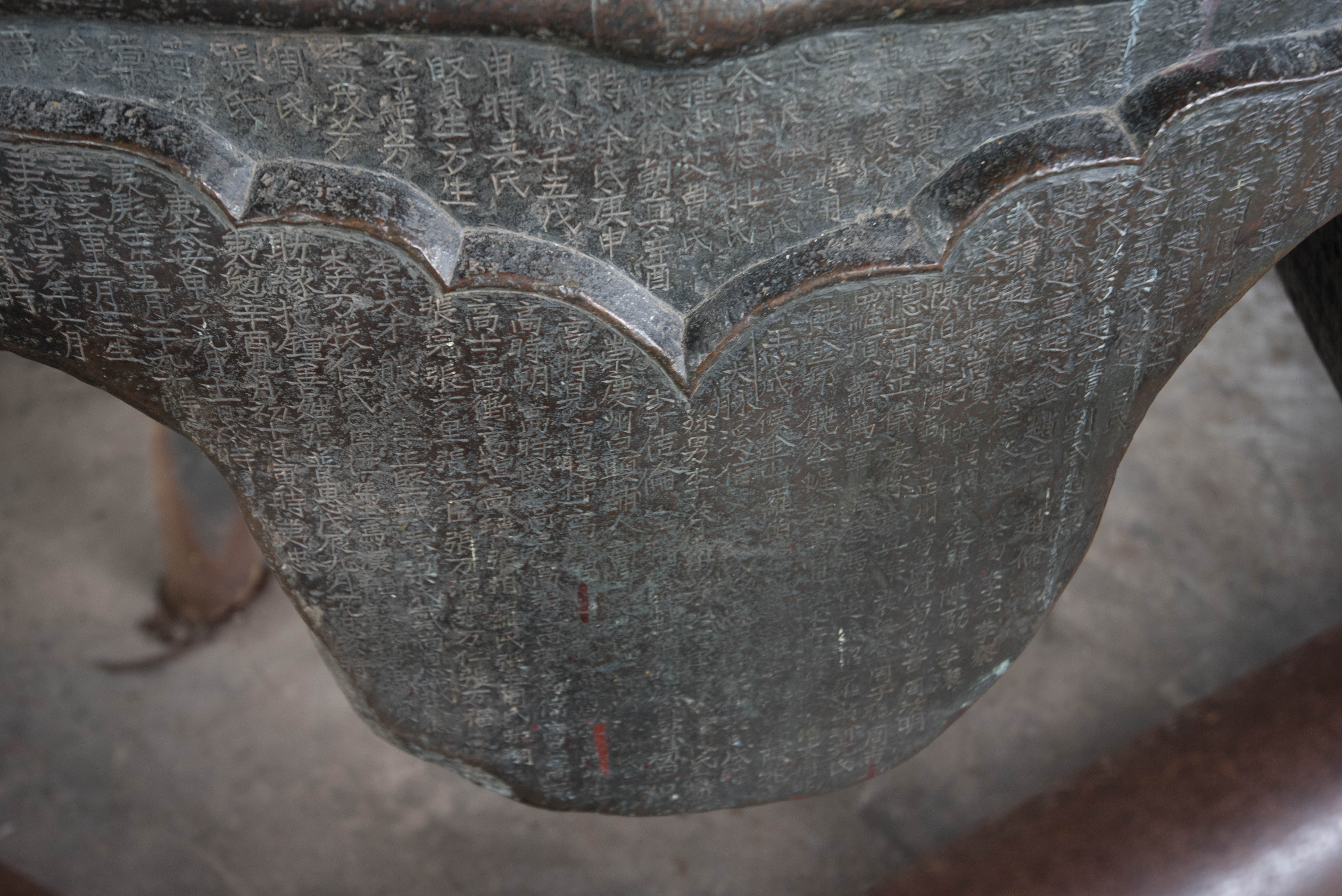
铜钟铭文细节
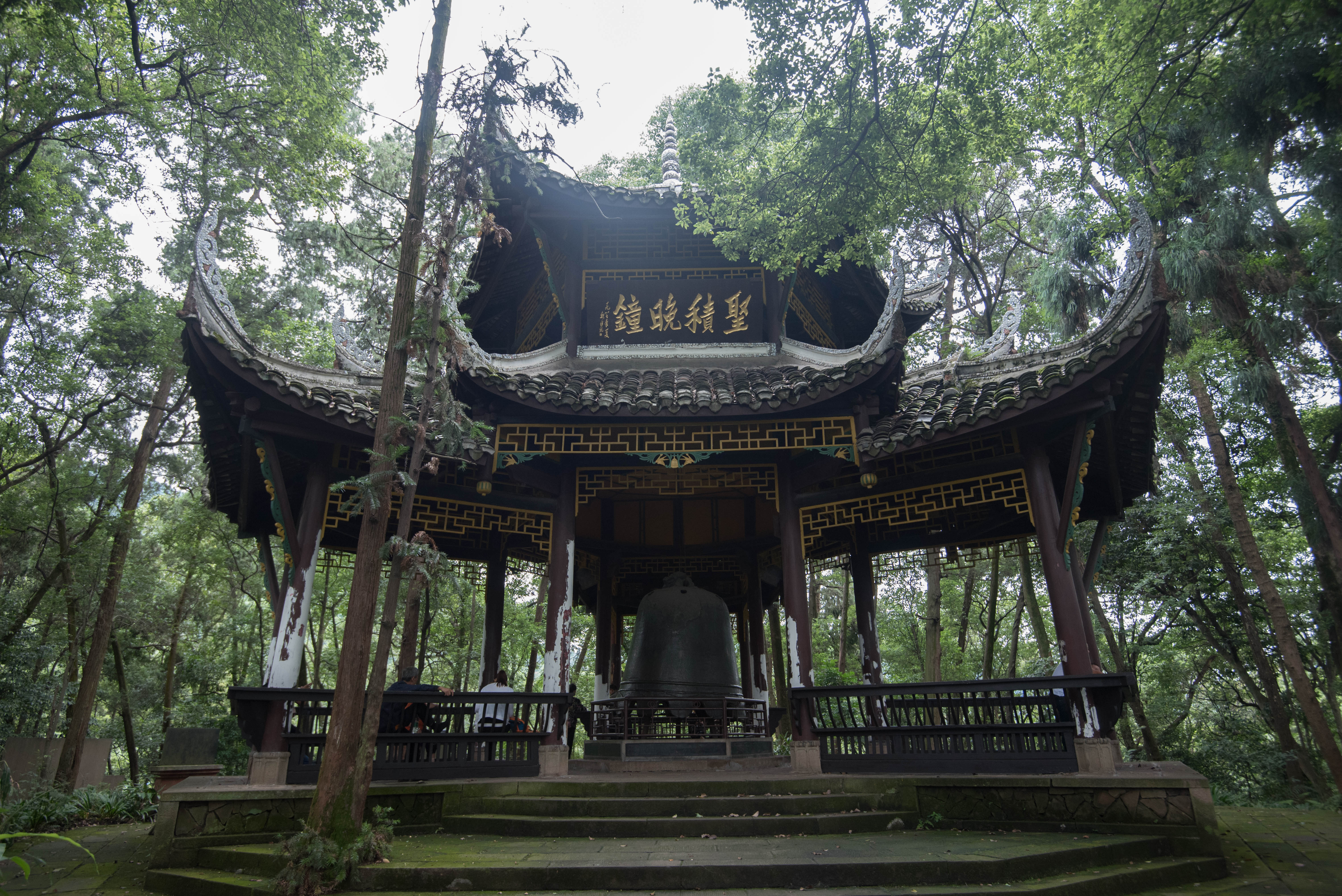
碑亭
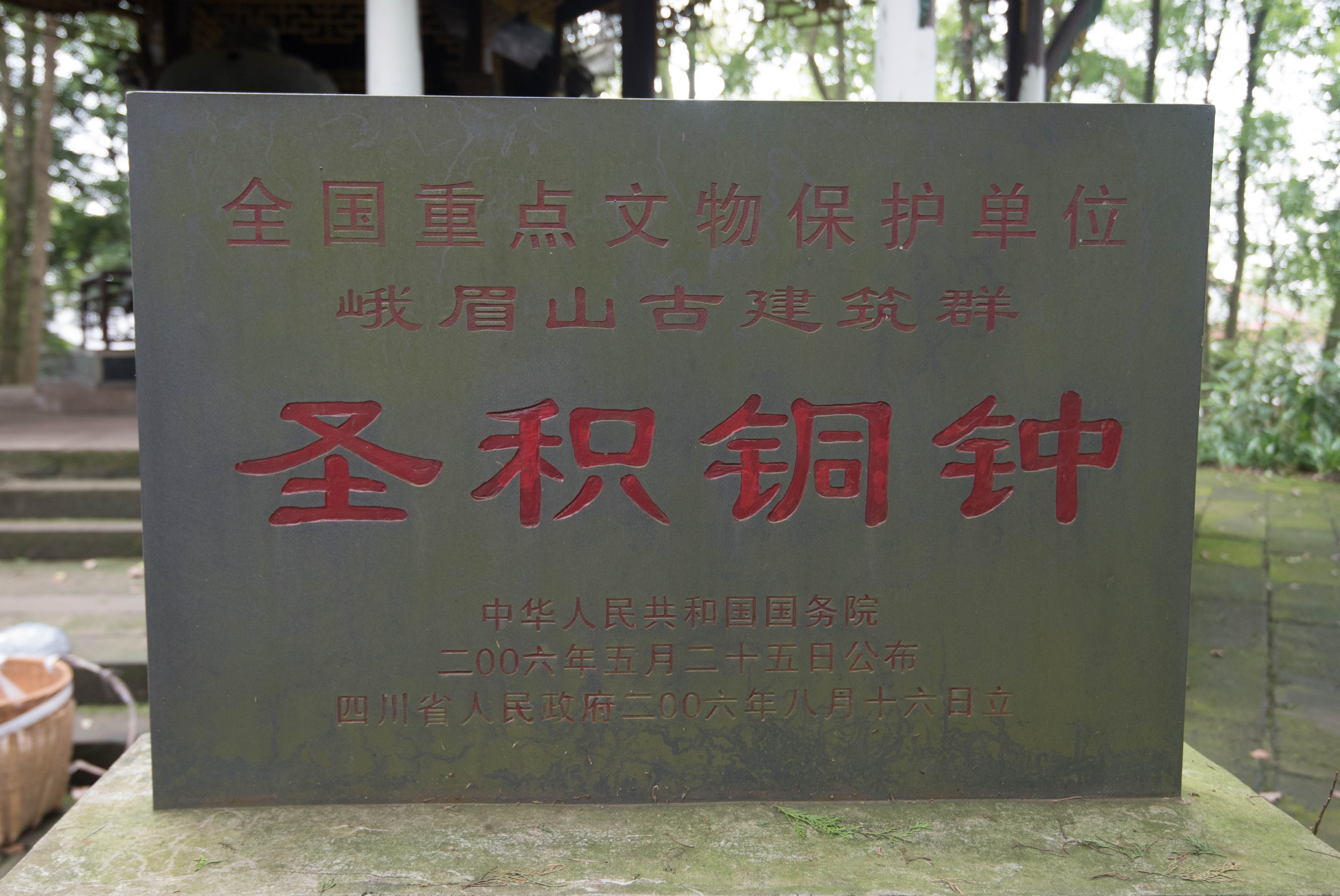
国保碑